# Webuye
Webuye este un oraș din Kenya.